# Народна скупштина Краљевине Бахреин
Народна скупштина Краљевине Бахреин је народно представништво и законодавни орган у Бахреину. Назив се користи када оба њена дома заједно засједају.
Састоји се од Представничког вијећа (40 бираних чланова) и Савјетодавног вијећа (40 чланова које именује краљ Бахреина). Заједничким засједањима оба дома, односно засједањима Народне скупштине, предсједава предсједник Савјетодавног вијећа, а када је он спријечен предсједник Представничког вијећа.
Садашња Народна скупштина је уређена према одредбама Устава Краљевине Бахреин (2002). Према ранијем уставу (1973) Народна скупштина је била једнодомно народно представништво које се састојало из 40 чланова који су се бирали на непосредним изборима. Тадашњи емир Шеик Иса бин Салман ел Калиф је указом забранио женама да учествују на парламентарним изборима 1973. године.